# Argosy-Gletscher
Der Argosy-Gletscher (von englisch argosy ‚großes Handelsschiff‘) ist ein 24 km langer Gletscher in der antarktischen Ross Dependency. In der Miller Range des Transantarktischen Gebirges fließt er in östlicher Richtung zum Marsh-Gletscher, den er nördlich der Kreiling Mesa erreicht.
Die Benennung geht auf Teilnehmer der New Zealand Geological Survey Antarctic Expedition (1961–1962) zurück.